# Pipistrellus stenopterus
Pipistrellus stenopterus é uma espécie de morcego da família Vespertilionidae. Pode ser encontrada na Tailândia, Malásia, Indonésia e Filipinas.